# Sèrie limitada
En el camp dels còmics, una sèrie limitada és una sèrie de còmics amb un nombre predeterminat de números. Una sèrie limitada difereix d'una sèrie continuada en la mesura que el número de còmics de que consta és finit i determinat abans de la producció i es diferencia del One-Shot en què està format per diversos números. El terme s'utilitza sovint de forma intercanviable amb minisèries i maxisèries, normalment depenent de la longitud i el nombre de còmics. A la definició d'una sèrie limitada de "Dark Horse Comics", aquest terme s'aplica principalment a una sèrie connectada de còmics individuals. Una sèrie limitada fa referència a una sèrie de còmics amb un clar inici, nus i final." Dark Horse Comics i DC Comics es refereixen a sèries limitades de dos a onze números com a minisèries i sèries de dotze números o més com a maxiseries, però altres editors alternen termes.

## Característiques
La sèrie limitada té una història per explicar. Segueix la configuració estàndard de principi, nus i final. Normalment, tots els punts de la trama queden coberts pel final de la sèrie. S'han fet sèries limitades en format antològic, però només se n'han produït algunes.
Les sèries limitades solen ser realitzades per un únic equip creatiu, però en els casos en què hi ha canvis, sol ser l'escriptor qui es mantingui constant al llarg del recorregut, mentre que l'artista pot canviar. El nombre de números sol estar determinat per alguna combinació entre l'argument de l'autor i el mandat editorial.

## Història
El 1979, en procés de recuperació de l'anomeda DC Implosion que va suposar la cancel·lació de més de dues dotzenes de sèries en curs i planejades, l'editor DC Comics va experimentar amb un nou format a la "minisèrie" World of Krypton, com DC va anomenar aquestes obres de curta durada. El nou format va permetre a la companyia explicar històries que potser no entraven en una sèrie en curs i mostrar personatges d'una història curta sense el risc i les obligacions d'una sèrie regular.
Amb l'èxit del format de minisèrie, DC va seguir experimentant amb històries i conceptes més llargs fora del seu univers de superherois. Es va estrenar el 1982, Camelot 3000 va ser la primera sèrie limitada de 12 números. DC va encunyar el terme "maxiseries" com a descripció promocional.
No van trigar gaire temps a que altres editors comencin a utilitzar el format de sèries limitades. Marvel Comics la va utilitzar per presentar personatges populars dels títols d'equip i posar-los en aventures en solitari. La primera aventura llarga en solitari de Wolverine, que ja havia protagonitzat una història aïllada a The X-Men, es va explicar en una sèrie limitada. Contest of Champions va donar lloc a la idea d'un esdeveniment important que afectés l'Univers Marvel. Això seria aprofundit amb la saga Secret Wars de 12 números del 1984 i per la saga DC's Crisis on Infinite Earths del 1985-1986.